# Augusta (Illinois)
Augusta és una població dels Estats Units a l'estat d'Illinois. Segons el cens del 2000 tenia 657 habitants.

## Demografia
Segons el cens del 2000, Augusta tenia 657 habitants, 296 habitatges, i 179 famílies. La densitat de població era de 357,3 habitants/km².
Dels 296 habitatges en un 23% hi vivien nens de menys de 18 anys, en un 50,3% hi vivien parelles casades, en un 8,1% dones solteres, i en un 39,2% no eren unitats familiars. En el 34,5% dels habitatges hi vivien persones soles el 20,6% de les quals corresponia a persones de 65 anys o més que vivien soles. El nombre mitjà de persones vivint en cada habitatge era de 2,22 i el nombre mitjà de persones que vivien en cada família era de 2,84.
Per edats la població es repartia de la següent manera: un 19,6% tenia menys de 18 anys, un 7,9% entre 18 i 24, un 25,3% entre 25 i 44, un 24,5% de 45 a 60 i un 22,7% 65 anys o més.
L'edat mediana era de 43 anys. Per cada 100 dones de 18 o més anys hi havia 87,2 homes.
La renda mediana per habitatge era de 29.167 $ i la renda mediana per família de 37.813 $. Els homes tenien una renda mediana de 24.926 $ mentre que les dones 17.639 $. La renda per capita de la població era de 15.237 $. Aproximadament el 5,9% de les famílies i el 9,7% de la població estaven per davall del llindar de pobresa.

## Poblacions properes
El següent diagrama mostra les poblacions més properes.